# Manfred Klieme
Manfred Klieme (n. 3 februarie 1936, Berlin, Germania Nazistă) este un ciclist german, medaliat olimpic. A participat la o ediție a Jocurilor Olimpice (1960) în care a câștigat o medalie de argint.

## Participări
Lista de mai jos prezintă principalele competiții la care a participat Manfred Klieme de-a lungul carierei.
- Ciclismo ai Giochi della XVII Olimpiade - Inseguimento a squadre[*]